# Рани савремени човјек
Рани савремени човјек или анатомски савремени човјек су изрази који се користе за разликовање врсте Homo sapies (једине постојеће врсте хоминина) који су анатомски у складу са низом фенотипова виђених код савремених људи, од изумрле архаичне људске врсте. Ова разлика је корисна посебно за вријеме и регије у којима су анатомски савремени и архаични људи постојали истовремено, на примјер, у палеолитској Европи. Међу најстаријим познатим остацима Homo sapies-а налазе се они пронађени на археолошком налазишту у Омо Кибишу у југозападној Етиопији, који датирају од прије око 233.000 до 196.000 година, на налазишту Флорисбад у Јужној Африци, који датирају од прије око 259.000 година, и на налазишту Џебел Ирхуд у Мароку, који датирају од прије око 300.000 година.
Изумрле врсте рода Homo укључују врсту Homo erectus (постојао од прије отприлике 2 до 0,1 милиона година) и низ других врста (неки аутори их сматрају подврстама H. sapiens или H. erectus). Процјењује се да се дивергенција лозе која води ка H. sapiens-а од H. erectus-а (или посредне врсте као што је Homo antecessor) догодила у Африци прије отприлике 500.000 година. Најранији фосилни докази о раним савременим људима јављају се у Африци прије око 300.000 година, са најранијим генетским подјелама међу савременим људима, према неким доказима, који датирају отприлике у исто вријеме. Познато је да се трајно мијешање архаичних људи са савременим људима догодила и у Африци и (након скорашњег ширења из Африке) у Евроазији, прије око 100.000 до 30.000 година.